# ساختمان شیخ عبدالرحمان (قشم)
 ساختمان شیخ عبدالرحمان  (قشم) واقع در بخش شهاب از توابع شهرستان قشم و از نقاط دیدنی استان هرمزگان در جنوب ایران است.
«ساختمان شیخ عبدالرحمان قشم» ساختمانی است تاریخی در شهر قشم، مردم محل آن را قلعه نادری می‌نامند و بنیان‌گذار آن را نادرشاه افشار می‌پندارند، این بنا در ضلع شمالی جزیره قشم قرار دارد. اما شماری بر این باورند که بنیان‌گذار آن این بنای تاریخی پادشاهان صفوی بوده‌اند.

## منبع
- زنده دل، دستیاران، حسن. (مجموعه کتابهای راهنمای جامع ایرانگردی استان هرمزکان)  ج۱. چاپ وانتشار سال ۱۹۹۸ میلادی.